# Prieuré des célestins d'Heverlee
Le prieuré des Célestins (en néerlandais: Celestijnenpriorij) est un ancien monastère de moines célestins sis à Heverlee, près de Louvain, en Belgique.   Fondé en 1525 c’était la seule implantation de l’Ordre des Célestins dans les Pays-Bas méridionaux. Il fut fermé en 1794.  Depuis 2019, les bâtiments qui ont survécu abritent la bibliothèque du campus d’Arenberg de l’université de Leuven [KUL] 

## Histoire

### Sous la Famille de Croÿ
Philippe II de Croÿ, marquis d'Aarschot, fait construire le monastère des Célestins dans les années 1522-1525 : ce sera de l’autre côté de la Dyle, pas loin de son château d’Heverlee. La décision de construire ce monastère avait été prise par son oncle, Guillaume II de Croÿ, qui avait été impressionné par l'ordre monastique après avoir visité le couvent des Célestins à Paris, où se trouvait le tombeau de Louis d'Orléans. La Famille de Croÿ offrit le monastère des Célestins à Heverlee, tout en y créant leur propre crypte mémorielle pour y recevoir les dépouilles des membres de la famille.
En 1525, bien que le bâtiment conventuel ne soit doté que d’une toiture provisoire en bois, les premiers moines célestins s'y installent: ils sont huit prêtres et quatre frères laïcs venus du duché de Lorraine. En 1540, les bâtiments sont achevés y compris une grande ferme et l’église conventuelle dédiée à Notre-Dame de l’Annonciation.   
Les moines d'Heverlee étaient les premiers Célestins dans les Pays-Bas méridionaux, et ce prieuré y restera leur seule implantation.  Le prieuré d'Heverlee dépendait de la province française des Célestins. Le prieur d'Heverlee était nommé par le chapitre des Célestins français pour un mandat de trois ans. Ils représentent la tendance érémitique de l’ordre de Saint-Benoît, vivant dans une stricte austérité. D’après leur règle ils devaient prier pendant deux heures chaque nuit et ne mangeaient pas de viande sauf en cas de maladie grave. Plusieurs jours par an, le lait et les œufs n'étaient pas autorisés au menu. Plusieurs fois, durant le carême, seuls de l'eau et du pain étaient servis à table.
À partir de 1555, des liens existent avec l’université de Louvain, à l'instar d'autres monastères masculins de la ville. Cela procurait des avantages fiscaux, ainsi que des avantages dans la gestion des biens d’église et de leur bibliothèque. Cependant, vu l’insécurité (Heverlee se trouve encore à l’extérieur de la ville de Louvain) les moines doivent se réfugier dans la ville durant la révolte des Gueux (1566) et plusieurs fois durant la période trouble de la fin du XVIe siècle. Le prieuré est alors détruit.
L'austérité de vie ne produit pas grand chose… Pour survivre les moines s'adonnent au commerce de l'art. La discipline se détériore : on entend dire qu’ils mangent de la viande et on parle même d'ivrognerie dans les bistrots de la ville de Louvain. Charles III de Croÿ, le dernier descendant de la maison de Croÿ-Aarschot, s'inquiète du sort des Célestins et de l'état pitoyable du monastère pillé (où se trouve la crypte funéraire de la famille). Il conçoit des embellissements dans les environs du monastère et du château d'Heverlee. Il aménage le paysage autour du château d'Heverlee, en direction de la Dyle. C'est ainsi que la chapelle Saint-Lambert (nl) se trouve sur une colline artificielle. Il fait construire une chaussée entre le prieuré célestin et la ville de Louvain. Charles III rêvait d'un collège avec des étudiants à côté du monastère, mais cela ne s'est jamais concrétisé. Il avait déjà fait effectuer des restaurations au monastère des Célestins. 
En 1602, un visiteur pontifical constate que la discipline à Heverlee laisse à désirer. Charles III de Croÿ ne peut pas faire grand-chose pour remédier à ce problème.

### Sous la famille d’Arenberg
À la mort de Charles III de Croÿ, en 1612, le château d'Heverlee passa aux mains de la famille d'Arenberg. Cette famille ne s'intéresse pas à la crypte familiale des Croy.  En 1618, une nouvelle visite papale constate à nouveau que les règles monastiques ne sont pas respectées. En outre, des plaintes furent déposées concernant le comportement du prieur chez les Bénédictines de Grand-Bigard. Arrêté en 1622 le prieur put s'enfuir en Angleterre. 
La discipline monastique est réintroduite dans une certaine mesure au cours du XVIIe siècle, grâce à l’intervention des Célestins venus de France. 

### Fin du prieuré
La Commission des Réguliers instituée en 1766 par le roi de France, Louis XV, estima que tous les monastères célestins étaient devenus des havres de décadence,.
En 1774 le pape Clément XIV abolit l'ordre des Célestins. Dix ans plus tard, l'empereur Joseph II d'Autriche, poursuivant sa politique joséphiste supprime le monastère des Célestins à Heverlee (1784). Les bâtiments sont pillés durant les troubles de l’occupation révolutionnaire française. Il ne reste rien de l'église du monastère; les pierres sont utilisées jusqu'à Tervuren, pour le château d'Orange.

### Aujourd’hui
Le prieuré et la ferme sont classés au patrimoine national et protégés depuis 1978. Au XXe siècle, l'ensemble conventuel est devenu la propriété de l'Université catholique de Leuven [KUL]. Celle-ci a restauré les bâtiments du prieuré et y a installé en 2019 (avec une large extension moderne) la bibliothèque du campus d'Arenberg, ainsi nommée car proche du château d'Arenberg, également propriété de l’Université de Leuven (faculté d’ingénierie).